# Petricani
Petricani là một xã thuộc hạt Neamț, România. Dân số thời điểm năm 2002 là 5648 người.